# Stoot (literair tijdschrift)
Stoot was een Brugs literair tijdschrift dat verscheen van november 1962 tot juni 1964. Het was het blad van de jeugdkring van de Brugse Willemsfondsafdeling. 
Redactiesecretaris en drijvende kracht was Ernest Schepens (1940-1997), met een korte onderbreking in 1963, toen Fernand Hallyn (1945-2009) gedurende enkele maanden de taak overnam. Enkele auteurs van Stoot verleenden ook hun medewerking aan andere Brugse tijdschriften en verenigingen, onder meer Jaak Fontier en Jan van der Hoeven aan Raaklijn en Patricia Lasoen aan Proces-Verbaal, het tijdschrift van de studentenvereniging Skabletter. 
Eind 1963 waren er plannen voor een fusie tussen Stoot en Proces-Verbaal, maar zonder resultaat.